# Clyde, Kansas
Clyde là một thành phố thuộc quận Cloud, tiểu bang Kansas, Hoa Kỳ. Năm 2010, dân số của xã này là 716 người.

## Dân số
Dân số các năm:
- Năm 2000: 740 người
- Năm 2010: 716 người